# Cultural Marxism (Schlagwort)
Cultural Marxism (auf Deutsch Kulturmarxismus) ist ein ursprünglich in den USA geprägter Terminus, der überwiegend von Vertretern der christlich-konservativen Rechten sowie von Aktivisten der Alt-Right-Ideologie als abwertendes politisches Schlagwort verwendet wird. Der Begriff umschreibt eine vorgeblich marxistisch beeinflusste politische Agenda, die in den westlichen Kulturen radikale soziale Reformen wie Diversität, Multikulturalismus, Konsumkultur, Globalismus und sexuelle Befreiung fördere, um damit traditionelle soziale Werte wie Moral, Familie, Christentum und Nation zu unterminieren. Der Kulturmarxismus wird dabei als eine linkslastige und dogmatische Form des Progressivismus wahrgenommen, der mittels Einflussnahme auf soziale und kulturelle Institutionen den westlichen Gesellschaften in schädlicher Absicht auferzwungen würde. Grundlegend für Vertreter dieser Begriffsverwendung ist oftmals die antisemitische Überzeugung, dass die (neo-)marxistisch geprägten Lehren jüdischer Intellektueller und Philosophen der Frankfurter Schule wie Herbert Marcuse versuchen würden, die westliche Kultur zu untergraben.

## Geschichte
Als vermeintliche Erfinder des „Kulturellen Marxismus“ gilt eine kleine Gruppe jüdischer Philosophen wie Herbert Marcuse oder Theodor W. Adorno, die während der NS-Zeit der 1930er Jahre aus dem Deutschen Reich in die Vereinigten Staaten emigrierte. Diese Vertreter der Frankfurter Schule ließen sich fortan an der New Yorker Columbia University nieder, wo sie eine unorthodoxe Form des Marxismus entwickelten hätten, der sich nicht mit dem Wirtschaftssystem, sondern mit der amerikanischen Kultur auseinandersetze. Nach den Auffassungen des deutschen Politikwissenschaftlers Thomas Grumke wird diese Gruppe von der US-amerikanischen Neuen Rechten als Verschwörer betrachtet, die Amerikanern Schuld einreden möchte und die Zerstörung der christlichen Kultur betreiben. Im Konkreten wird der Gruppe vorgeworfen, sie habe sich  zum Ziel gesetzt, der amerikanischen Gesellschaft den Stolz auf ihre europäische Abstammung und Ethnie auszureden sowie christliche Familienwerte als reaktionär und rückständig, sexuelle Befreiung stattdessen als gut darzustellen.
Als Verschwörungstheorie über die vom Marxismus beeinflussten zumeist jüdischen Philosophen der Frankfurter Schule gewann die erstmals in den 1960er Jahren entstandene Cultural-Marxism-These in den 1990er Jahren in konservativen und radikalen Zirkeln in den USA an Popularität. Diese bezogen sich vor allem auf die Interpretationen des konservativen Intellektuellen William Sturgiss Lind, der sich in seinen Texten gegen Political Correctness und Cultural Marxism insbesondere an Colleges aussprach, die in der Tradition des Marxismus z. B. Menschen mit weißer Hautfarbe als „böse“ darstellen sollten. Lind definierte neben den Philosophen der Frankfurter Schule auch Feministen, Homosexuelle, Multikulturalisten, Migranten und Umweltschützer als feindliche „Kulturkrieger“.
Thomas Grumke beschrieb in einem 2004 veröffentlichten sozialwissenschaftlichen Fachbuch wie der Terminus „Cultural Marxism“ als Kampfbegriff der US-amerikanischen Neuen Rechten in die politische Debatte eingeführt wurde. Ursächlich sieht Grumke, dass die Neue Rechte in den USA eine Umdeutung des Feindbildes vornahmen, da die klassische antikommunistisch geprägte „Rote Angst“ der 1950er Jahre nicht mehr funktioniere. Dabei hält Grumke es für sehr wichtig zu differenzieren, dass die Neue Rechte in den USA – anders als in Deutschland – fast ausnahmslos christlich-konservativ und weit entfernt vom kruden Rassismus und Antisemitismus der „klassischen“  extremen Rechten ist. Gleichzeitig betont Grumke, dass die neue amerikanische Rechte ein sehr ernst zunehmender und politisch einflussreicher Akteur sei.

„‚Cultural Marxism‘ beschreibt den angeblichen konspirativen Versuch Kultur und Moral der USA zu zerstören. Man kann den Begriff auch als ‚gedopte political correctness‘ beschreiben, als verdeckten Angriff auf den American Way of Life, der seit den 1970er Jahren von der politischen Linken geplant und durchgeführt worden sei.“

Anfang der 2000er Jahre wurden die Thesen auch vom prominenten US-amerikanischen paläokonservativen Politiker Pat Buchanan aufgegriffen. Folglich verbreiteten Vertreter der Alt-Right-Ideologie wie Andrew Breitbart, Stephen Bannon und Paul Joseph Watson  die Thesen, dass jüdische Emigranten der Frankfurter Schule den Cultural Marxism importiert hätten, um die amerikanischen Werte zu unterminieren und eine Weltregierung zu ermöglichen. Ergänzend und zusammenfassend stellt die Verschwörungstheorie „Kulturmarxisten“ als charismatische Gurus dar, „die leicht zu beeindruckende Studierende faszinieren, während sie diese finanziell ausnutzen und durch ihre Unterstützung von Immigration heimlich und berechnend die westliche Zivilisation zerstören.“ Die Verschwörungstheorie überschätzt aus Sicht von Stuart Jeffries und Joan Braune den tatsächlichen Einfluss, den die Frankfurter Schule gehabt habe, massiv.
Die Anschläge in Norwegen 2011 wurden von dem norwegischen Rechtsextremisten Anders Behring Breivik unter anderem damit begründet, Norwegen gegen den Islam und den „Kulturmarxismus“ verteidigen zu wollen. Auch politische Parteien wie die Australian Tea Party oder die British National Party griffen die Verschwörungstheorie auf. Innerhalb der Alt-Right und der globalen extremen Rechten spielt die Verschwörungstheorie insbesondere durch die Verbreitung durch Breitbart im US-Wahlkampf 2016 eine bedeutende Rolle. Die Verwendung durch den kanadischen Psychologieprofessor Jordan Peterson leistete dem Eingang der Verschwörungstheorie in den Mainstream weiteren Vorschub. In Brasilien wurde die Kulturmarxismus-Verschwörungstheorie durch Olavo de Carvalho popularisiert und u. a. durch Jair Bolsonaro aufgegriffen; in Argentinien benutzt Javier Milei das Schlagwort inflationär in seinem Kampf gegen den Peronismus. In Deutschland wurde der Begriff „Kulturmarxismus“ u. a. von Alice Weidel, Björn Höcke und Rainer Meyer verwendet.

## Einordnung
Das Southern Poverty Law Center bezeichnete 2003 die Erzählung vom „Kulturmarxismus“ als antisemitische Verschwörungstheorie, die Juden eine zerstörerische Kraft auf Gesellschaften nachsage. Viele Kommentatoren verweisen auf den antisemitischen Gehalt der Verschwörungstheorien und auf die Parallelen zur nationalsozialistischen Theorie des „Kulturbolschewismus“ und dem „Jüdischen Bolschewismus“. Auch Michael Blume, Beauftragter der Landesregierung von Baden-Württemberg gegen Antisemitismus, sieht im Kulturmarxismus-Begriff einen gefährlichen antisemitischen Verschwörungsmythos. Lux und Jordan sehen misogynen Antifeminismus, Neo-Eugenik, die Idee genetischer und kultureller weißer Überlegenheit, gegen Linke gerichteter McCarthyismus, der auf Postmodernismus fixiert ist, und einen auf die Sozialwissenschaften fokussierten Anti-Intellektualismus als zentrale Bestandteile der Verschwörungstheorie, die aber durchaus im politischen und gesellschaftlichen Mainstream anschlussfähig sei.
Abgesehen von der als politische Agenda bewerteten Verwendung des Terminus von Teilen der US-amerikanischen politischen Rechten, wird der Begriff „Cultural Marxism“ oder „Kulturmarxismus“ vereinzelt auch in der marxistischen Literatur verwendet. Dort bezieht man sich in der Regel hingegen nicht auf Vertreter der Frankfurter Schule.